# Silvia Jiménez
Silvia Jiménez Yager (* um 1965) ist eine peruanische Badmintonspielerin. 

## Karriere
Silvia Jiménez nahm 1985 und 1995 an den Badminton-Weltmeisterschaften teil. In Peru gewann sie sieben nationale Titel. 1990 wurde sie Südamerikameisterin, 1993 Panamerikameisterin.

## Sportliche Erfolge
| Saison | Veranstaltung           | Disziplin   | Platz | Name                             |
| ------ | ----------------------- | ----------- | ----- | -------------------------------- |
| 1983   | Peru: Meisterschaft     | Mixed       | 1     | Federico Valdez / Silvia Jiménez |
| 1984   | Peru: Meisterschaft     | Mixed       | 1     | Federico Valdez / Silvia Jiménez |
| 1985   | Peru: Meisterschaft     | Damendoppel | 1     | Gloria Jiménez / Silvia Jiménez  |
| 1985   | Peru: Meisterschaft     | Mixed       | 1     | Federico Valdez / Silvia Jiménez |
| 1990   | Peru: Meisterschaft     | Damendoppel | 1     | Gloria Jiménez / Silvia Jiménez  |
| 1990   | Südamerikameisterschaft | Damendoppel | 1     | Gloria Jiménez / Silvia Jiménez  |
| 1993   | Panamerikameisterschaft | Damendoppel | 1     | Silvia Jimenez / Teresa Montero  |
| 1994   | Peru: Meisterschaft     | Damendoppel | 1     | Gloria Jiménez / Silvia Jiménez  |
| 1995   | Peru: Meisterschaft     | Dameneinzel | 1     | Silvia Jiménez                   |